# En svensk tiger (TV-program)
En svensk tiger är ett TV-program från 2004 av Utbildningsradion som handlade om retorik. Joppe Pihlgren var programledare och Brigitte Mral, professor i retorik, var sakkunnig.